# Gruno's Postharmonie Groningen

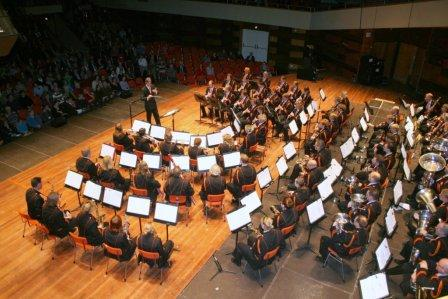
Jaarconcert 2007

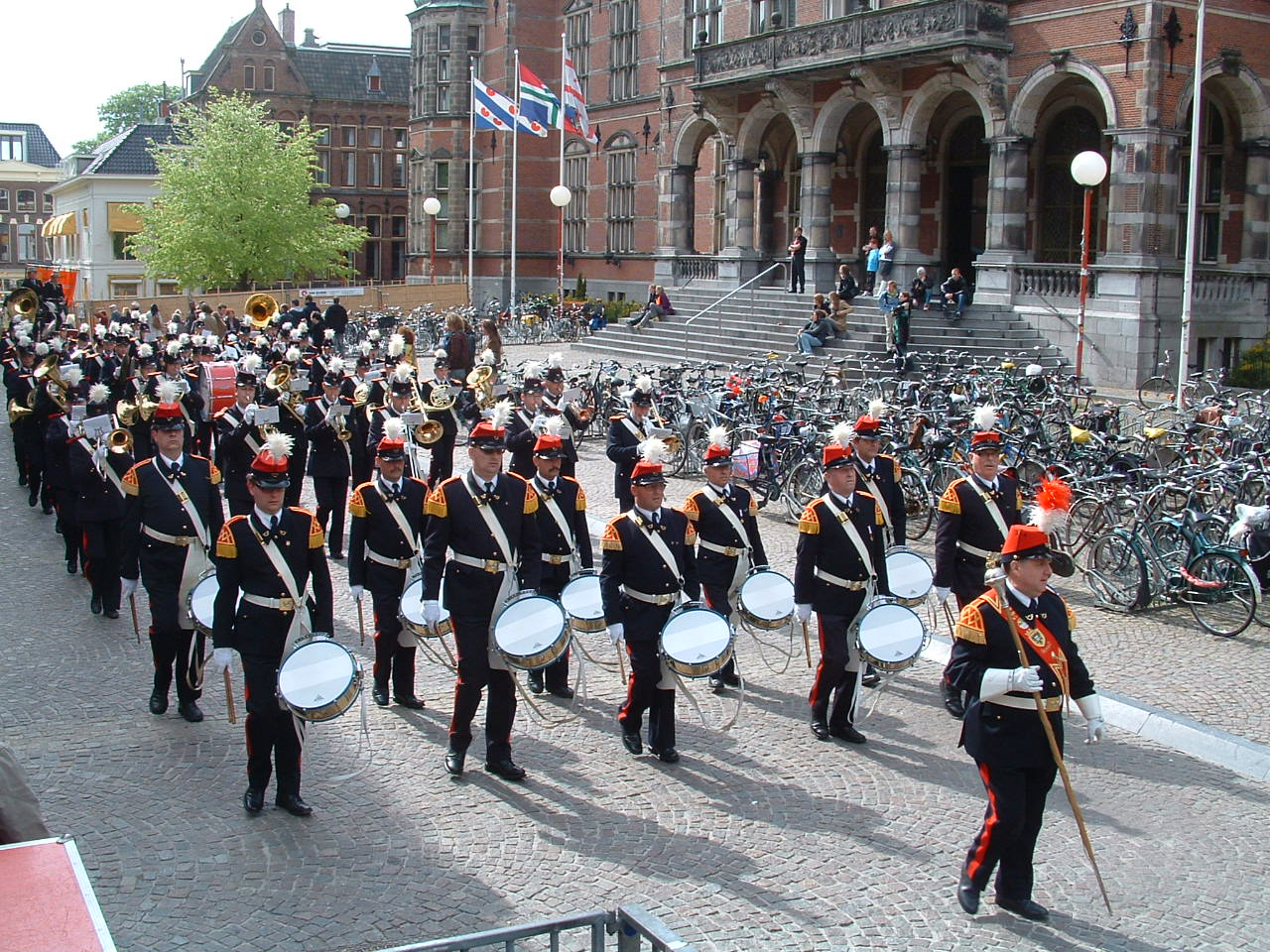
Koninginnedag 2010

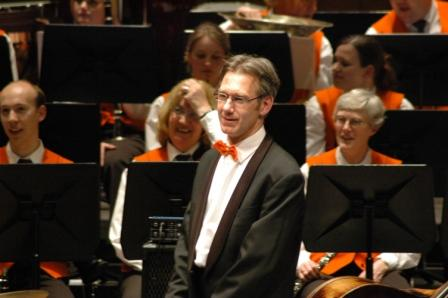
Dirigent Peter Kleine Schaars

Gruno's Postharmonie Groningen werd opgericht op 11 maart 1911 als een bedrijfsmuziekvereniging van het toenmalige Staatsbedrijf der PTT. Ook vandaag de dag onderhoudt de vereniging een hechte band met de huidige PostNL en is een van de twee overgebleven representatieorkesten van PostNL. Gruno's Postharmonie Groningen bestaat uit een harmonieorkest, tamboerkorps en een Egerländerkapel "De Postjagers". Sinds september 2009 beschikt de vereniging over een steelband. Deze steelband is ontstaan na het Jaarconcert van 2009 en bestaat voor het grootste deel uit leden van het tamboerkorps. In 2011 is de dweil- en feestband Post Its opgericht.
Ter gelegenheid van het 100-jarig bestaan op 11 maart 2011 werd Gruno's Postharmonie Groningen onderscheiden met de Koninklijke Erepenning. Op 11 maart 2011 werden ook de cd 100 jaar Postharmonie in Stad en een jubileumboek uitgebracht.
Dirigent is Peter Kleine Schaars. Abel Zuidema is instructeur van de tamboers en Tambour-maître, Auke Eshuis leidt de steelband. Onno Jagers is kapelmeester van de Postjagers en Abel Zuidema repetitor van de Post Its. Het Harmonieorkest komt uit in de 1e Divisie bij de Koninklijke Nederlandse Muziek Organisatie (KNMO). De Postjagers spelen in de Supertopklasse, eveneens bij de KNMO. De vereniging is aangesloten bij de KNMO, FGMC (Federatie van Groninger Muziek Corpsen)

## Werkzaamheden
De vereniging verzorgt (avondvullende) concerten, maar doet ook mee aan optochten en herdenkingen, zoals de Dodenherdenking op 4 mei in Groningen, het Bloemencorso Eelde en de Rodermarktparade. Ook worden representatieve optredens voor PostNL verzorgd. In 1995 trad Gruno's Postharmonie Groningen op in New York bij de beursgang van KPN. De Postjagers treden veelvuldig op tijdens volksmuziekavonden, feesten en in bejaarden- en verzorgingstehuizen. Gruno's Postharmonie Groningen is te beluisteren op de cd van Gé Reinders, "Blaos mich't Landj door" met het nummer "Eders Keer".

## Dirigenten
- 1911-1915: K. v.d. Kamp
- 1915-1921: M. Spijker
- 1921-1952: A.J. Veldman (daarna benoemd tot ere-dirigent)
- 1952-1955: Pieter Dolk, trompettist bij het Noordelijk Filharmonisch Orkest (thans NNO)
- 1955-1964: Jean Pierre Laro (daarna benoemd tot ere-dirigent), Directeur Johan-Willem-Friso Kapel, directeur Marinierskapel der Koninklijke Marine en Inspecteur Militaire Muziek van de Krijgsmacht
- 1964-1976: Wietze Weistra, trompettist bij de JWF-kapel te Assen
- 1976-1979: Gert Jansen, directeur Johan-Willem-Friso Kapel, later Inspecteur Militaire Muziek van de Landmacht
- 1979-1986: Rens Tromp, trompettist bij het Noordelijk Filharmonisch Orkest (thans NNO)
- 1986-2005: Wim Jongen (daarna benoemd tot ere-dirigent), Kapelmeester van de Johan-Willem-Friso Kapel
- 2005-heden: Peter Kleine Schaars, componist, arrangeur, van 2013 tot 2017 dirigent van de Marinierskapel der Koninklijke Marine, vanaf 1 mei 2017 dirigent van het Orkest Koninklijke Marechaussee

## Uniform en uitmonstering
Vanaf hun oprichting in 1911 is Gruno's Postharmonie Groningen als bedrijfsmuziekvereniging geüniformeerd. Dat was in die tijd uniek, omdat er bij burgerverenigingen in het algemeen geen geld was voor dure uniformen. Mede daardoor genoot de vereniging grote bekendheid in het Noord-Nederland.